# Adolf von Deines (général, 1845)
Ne doit pas être confondu avec Adolf von Deines (général, 1852).
Johann Georg Adolf von Deines (né le 30 mai 1845 à Hanau et mort le 17 novembre 1911 à Francfort-sur-le-Main) est un général de cavalerie prussien et adjudant général de l'empereur Guillaume II.

## Biographie
Adolf est issu d'une famille dont l'existence est déjà attestée au XVIe siècle à Roßdorf près de Hanau et est le fils de Ludwig von Deines (de) (1818-1901) et de sa femme Émilie, née Pfeiffer (1816-1866). Après le lycée de Weinheim, il étudie dans les universités de Göttingen, Halle et Bonn. À Bonn, il est membre du Corps Palatia. Le 1er octobre 1867, il s'engage comme volontaire d'un an dans le 7e régiment de hussards de l'armée prussienne et est promu sous-lieutenant dans la réserve en juillet 1869. En 1870, il participe à la guerre franco-prussienne et combat à Saint-Privat, Amiens et à l'Hallue. Après le siège de Metz, Deines sert comme officier d'ordonnance de la 1re armée, plus tard avec l'armée du Sud et est entre-temps décoré de la croix de fer de 2e classe le 18 décembre 1870.
À la fin de la guerre, le 15 juillet 1871, il est repris dans son régiment d'origine. Il y est promu adjudant de régiment le 16 mars 1872 et est commandé deux ans plus tard au Grand état-major général. Après avoir été promu premier lieutenant le 4 avril 1876, Deines est intégré ici. En 1878, il est promu au grade de capitaine. En 1881, il est affecté comme observateur dans la région frontalière entre la Turquie et la Grèce.
Dans les années 1885 à 1887, Deins occupe le poste d'attaché militaire à l'ambassade de l'Empire allemand à Madrid, où il est chargé de maintenir les relations militaires de l'Empire allemand avec l'Espagne. Par la suite, le 8 mars 1887, il est affecté au même poste à l'ambassade d'Allemagne à Vienne (de). Tout en conservant ce poste, Deines est nommé le 3 octobre 1888 aide de camp du nouvel empereur Guillaume II, un poste qui lui donne désormais le droit d'accéder directement au monarque (position d'immédiat).
En tant qu'instrument politique du chef d'état-major général Alfred von Waldersee, Deines participe dans les années 1887 à 1890 au conflit qui oppose Waldersee au chancelier Otto von Bismarck entre 1887 et 1890 : comme les attachés militaires à Pétersbourg, Paris et Rome, il fournit au chef d'état-major général des rapports qui présentent la politique étrangère allemande de l'époque - et donc Bismarck en tant qu'auteur - sous un jour défavorable. Waldersee présente ces rapports au prince héritier, ou à l'empereur à partir de 1888, afin de le retourner contre Bismarck et de provoquer ainsi sa chute .
En 1890, Deins est promu lieutenant-colonel et en 1892 colonel. Le 23 octobre 1894, il fut rappelé de Vienne et, tout en conservant son poste d'adjudant d'aile, Deines assume la fonction de gouverneur en chef, c'est-à-dire de responsable principal de l'éducation des fils de l'empereur. En remerciement particulier pour l'éducation du prince héritier, Guillaume II lui décerne le 6 mai 1900, l'Étoile du Commandeur de l'Ordre de la Maison Royale de Hohenzollern, libère Deines de sa position de gouverneur en chef et le nomme adjudant général. Deines conserve cette position même après sa nomination, le 16 juin 1900, au poste de commandant de la 21e division d'infanterie. L'apogée de sa carrière militaire est atteinte lorsque Deines prit le commandement du en tant que général commandant du 8e corps d'armée à Coblence. Il est promu général de cavalerie le 29 mai 1903 et prend ses fonctions le 18 octobre 1902 à Coblence. En raison d'une surdité croissante, Deines abandonne le commandement du corps le 2 octobre 1906 et est mis à disposition en tant qu'adjudant-général avec pension et à la suite du 7e régiment de hussards.
Politiquement, Deins s'oppose au groupe autour du conseiller privé Friedrich von Holstein, à qui il attribue une influence démesurée sur l'empereur, et au chancelier Leo von Caprivi, dont il critique la défense du libre-échange et le manque de soutien aux grands agriculteurs.
Deines se marie le 12 juillet 1898 avec Katharina Helene Margarete Elsa baronne von Falkenhausen (née le 27 juillet 1872 et morte le 8 janvier 1949), fille du colonel-général Ludwig von Falkenhausen et de sa première épouse Helene von Waldow und Reitzenstein (de) (1847-1886).
Il meurt à Francfort-sur-le-Main à la suite d'une opération intestinale et est enterré dans le cimetière principal d'Hanau (de).
Son monument funéraire est un monument culturel selon la loi sur la protection des monuments de Hesse (de). Son héritage est maintenant conservé aux Archives fédérales-Archives militaires (BArch-MA) à Fribourg-en-Brisgau.